# گمینا یاشویوه
گمینا یاشویوه (به لهستانی:  Gmina Jaświły) یک گمینا در لهستان است که در شهرستان مونگکی واقع شده‌است. گمینا یاشویوه ۱۷۵٫۴۱ کیلومتر مربع مساحت و ۵٬۴۲۷ نفر جمعیت دارد.